# Аблаєв Іззет Джемільович
Аблаєв Іззет Джемільович (нар. 23 лютого 1940, с. Бахчи-Елі Карасубазар, АР Крим) — художник-ювелір, кераміст, член НСХУ.                                

## Біографія
Джемільович народився 23 лютого 1940 року в с. Бахчи-Елі Карасубазар (нині с. Багате Білогір). 
В 1971 році закіннчив художню студію окружного Будинку офіцерів в Ташкенті та  ізостудію Палацу текстильників ім. Гагаріна. Від 1971 працював у сувенірному цеху керамічного з-ду в Ташкенті. 
В 1973-1977 рр. був директором комбінату художнього фонду Узбецької РСР.

### Участь у виставках
Від Джемільович 1991 — учасник щорічних традиційних виставок, приурочених до Дня депортації кримських татар, до Днів культури кримських татар у Києві в 1993 році, Брав участь у виставці кримськотатарських художників «Фестиваль мистецтв» у Ялті в 1994 році.
В 1976 році Створив декоративні керамічні фонтани у санаторії «Узбекистан» в Сочі та Оренбурзі в 1987 році, декоративний рельєф на фасаді автовокзалу в Бухара в 1978 році, декоративний рельєф панно «Музика» — Будинок культури авіабудівельників в Ташкенті в 1980 році.

### Створені ювелірні прикраси
- жіночий пояс «Тим-тим» (1992)
- жіночий пояс із пряжкою «Бахчі-Елі» (1991-1992)
- сережки «Промінь» (1999)